# 张伟 (1948年)
张伟（1948年6月—），男，陕西西安人，中华人民共和国政治人物。陕西师范大学政治教育系政治教育专业毕业，大学学历。

## 生平
1974年加入中国共产党。历任陕西省商业厅干事、副处长、副厅长，省政府财贸办公室副主任，省计划委员会副主任；中共陕西省商洛地委副书记、行署专员、地委书记、人大工委主任；陕西省副省长等职。2008年1月当选陕西省政协副主席，2011年1月因任职年龄到限辞职。